# 入山辺村
入山辺村（いりやまべむら）は長野県中西部に存在した村（1875年1月23日 - ）。現在の松本市 入山辺地区にあたる。
1954年8月1日に昭和の大合併で松本市に編入された。

## 歴史
- 1875年（明治8年）1月28日 - 筑摩県筑摩郡南方村・北入村・橋倉村・中入村・桐原村が合併して入山辺村となる。
- 1876年（明治9年）8月21日 - 長野県の所属となる。
- 1879年（明治12年）1月4日 - 郡区町村編制法の施行により、東筑摩郡の所属となる。
- 1889年（明治22年）4月1日 - 町村制の施行により、入山辺村が単独で自治体を形成。
- 1954年（昭和29年）8月1日 - 松本市に編入。同日入山辺村廃止。

## 行政
- 廃止時の村長：桐原健治（1951年4月23日就任）

## 教育
- 入山辺村立入山辺小学校

## 鉄道路線
- 村内に鉄道は通っていなかったが最寄りの駅は国鉄 松本駅だった。

## バス路線
- 入山辺線

地域主導型公共交通で松本駅から里山辺と入山辺の各所を結んでいる。平日のみ運転し曜日ごとにルートが異なる。入山辺線は以下のルートからなる。
- - 通院・買物便
    - 北ルート（金曜日のみ）：バスターミナル北 - 駒越
    - 中央ルート（月・水・木曜日のみ）バスターミナル北 - 牛立
    - 南ルート（火曜日のみ）バスターミナル北 - 大仏公民館

  - 通勤・通学便・中央ルート（平日毎日）：バスターミナル北 - 大和合

地区内を2017年3月末まで運行していたアルピコ交通の入山辺線に代わり同年4月から運行が始まった。
従来の入山辺線ルートだけでなく駒越地区や大仏地区なども結んでいる。

## 観光地
- 美ヶ原高原